# Binilagant
Binilagant és una antiga possessió del terme municipal de Llucmajor (Mallorca), situada al nord d'aquest municipi, a la zona muntanyosa i humida del massís de Randa (per això, hom coneix els pagesos d'aquest paratge com a costerins, en contraposició amb els marinencs o pagesos de la Marina).
Del segle xix ençà, Binilagant es troba fragmentat en dues finques (cadascuna de les quals es troba transversalment dividida, al seu torn, en dues parcel·les —la de dalt i la de baix—, pel camí Vell de Llucmajor a Montuïri, també conegut com a «camí de la Costa», «camí de la Vila a la Font d'en Batle» o, precisament, «camí de Binilagant»):
- Binilagant Vell (parcel·la 5 del polígon 14 i parcel·la 4 del polígon 15; d'unes 15 hectàrees d'extensió; confronta: a l'oest, amb Binilagant Nou; a l'est, amb Son Verd i Son Gener; al nord, amb la Caeta i Son Verd; i al sud, amb la Maimona) i
- Binilagant Nou (parcel·la 6 del polígon 14 i parcel·la 3 del polígon 15; d'unes 13 hectàrees d'extensió; confronta: a l'oest, amb Son Cerdà; a l'est, amb Binilagant Vell; al nord, amb la Caeta; i al sud, amb la Maimona).

## Descripció

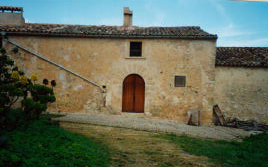
Cases de Binilagant Vell

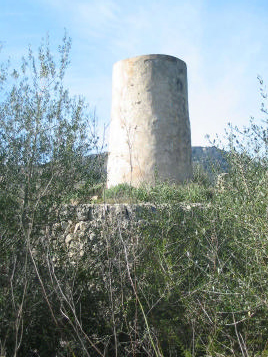
Molí de Binilagant Vell

### Binilagant Vell
- Pel que fa a les cases de Binilagant Vell (situades a la part de dalt de la carretera), el Catàleg de béns immobles del terme municipal de Llucmajor les documenta en el segle xiv i n'aporta la següent descripció:[1]

| « | Casa de pagès i dependències agropecuàries annexes (la pallissa, dues portasses, el celler amb [cup], i un forn) disposades linealment. La carrera separa la casa de la resta de dependències agropecuàries: un forn, una cisterna, una portassa i estables dins un mateix bloc, una vaqueria, sestadors, solls i un molí de vent fariner disposats de forma aïllada. L’habitatge té dues altures: planta baixa i porxo. La façana principal, orientada al sud-est, presenta una disposició asimètrica de les obertures. La planta baixa consta d’un portal d’entrada d’arc de mig punt amb llindar, dovelles i carcanyols. Al seu costat trobam un finestró quadrat. El porxo presenta una finestra allindanada amb ampit motlurat situada a l'eix vertical del portal. El buc annex, que té la mateixa alçada que l’habitatge i alberga la pallissa, presenta un portal allindanat i quatre finestrons disposats asimètricament. | » |

El celler (bodega o premsa) amb el cup, que fou emprat durant molts d'anys com a sestadors, pertanyé durant un temps als mateixos propietaris de Binilagant Nou, fins que l'any 2006 fou reincorporat a Binilagant Vell.
- Pel que fa al molí de Binilagant Vell, se'l descriu així:[2]

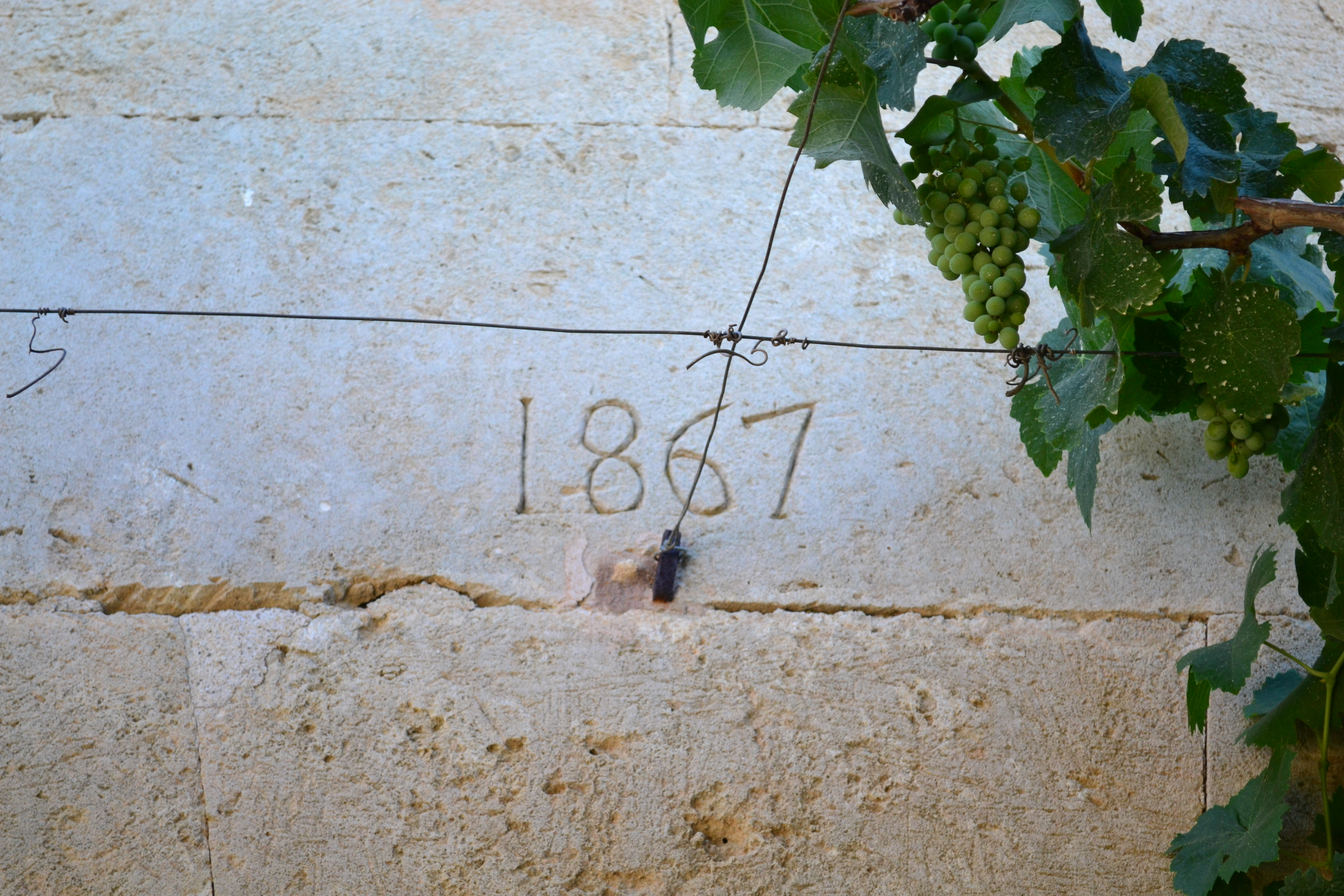
Inscripció de dalt el portal de les cases de Binilagant Nou

| « | Localització: davant les cases. Aïllat enfront de les cases, una mica aturonat. Base circular amb torre. Cintell de pedres o paredat. El molí és de reduïdes dimensions. A la base hi ha un pas radial per a arribar a la base de la torre. Al costat hi ha les moles del molí. Segons informació, la torre va ser escapçada, en perdre l'ús propi. A indicació de l'informant, el molí tenia capell i antenes en nombre de set o vuit, que, en el cas dels molins de Mallorca, fa pensar en un màxim de sis. També tenia pedaç a les antenes. En 1928-1930, encara funcionava. | » |

### Binilagant Nou
- La part de dalt de Binilagant Nou és coneguda com «les Veles», i també s'hi troba la pleta Vella.
- A la part de baix s'hi troben (entre d'altres): les cases de Binilagant Nou (que daten de 1867), el figueral de moro i l'hortet de prop; el començament de la síquia de n'Aleix, la tanca de la Sínia, l'hortet d'enfora (amb el safareig i el canyar), les penyes i el puig de Binilagant Nou, l'abeurada, la coa Murta, el turonet, la tanca Magra, l'antic forn de calç, la tanca dels Noguers, l'era de batre, les vinyes i, actualment, també dues porcions de terra de secà que fins a l'any 2006 pertanyien a Binilagant Vell: la tanca del Jardinet i el sementer adjacent —conegut abans com «la tanca de Devora Binilagant Nou», i que està situat entre el turonet de Binilagant Nou i, ja dins Binilagant Vell, la tanca de Devora Son Gener, al peu del comellar de Davant les Cases.

## Topònim: pronúncia i etimologia
El topònim Binilagant (grafia emprada, entre altres autors, pels filòlegs Joan Miralles i Cosme Aguiló) es pronuncia [biniɫəˈɣ˕an̪t], si bé també existeixen les variants [biniəɫəˈɣ˕an̪t] (possiblement, originada per una falsa etimologia popular, quasi romàntica: < Bini- + l'adjectiu elegant) i [binəɫəˈɣ˕an̪t] (més informal).
Pel que fa a la seva etimologia, s'han proposat diferents teories, que podem classificar en dos grups:

### Tesis arabistes (tradicionals)
- Segons el Diccionari català-valencià-balear, ‘Binialagant’ és un topònim «d'origen aràbic, però incert: tal vegada de l'aràbic banī Laqant, ‘fills d'Alacant’».[4]

En el mateix sentit, Joan Veny considera que el topònim Binilegant prové de l'àrab Beni Alakant.
- Segons l'Onomasticon Cataloniae (de Joan Coromines i Josep Mascaró Passarius), «no és exacte dir que [Binilegant] ve d'un aràbic Beni Alakant, en el sentit de 'fills d'Alacant': usar fills en el sentit de 'habitants' és estrictament hispànic (català i castellà), però no es diu en les altres llengües, i no sé cap raó per creure que s'hagi dit en àrab; de més, en aqueixa combinació mancaria el nexe [subordinant]. En realitat, és Beni'l-Laqántī, 'fills de l'Alacantí'; així, havent-hi l'article aràbic enmig, hi ha el nexe subordinatiu; es tracta d'una petita tribu de descendents d'un moro que li deien "l'Alacantí"; en àrab vulgar, l'accent tònic en els gentilicis en -ī recau sobre la síl·laba precedent si aquesta és llarga o tancada; en català, la -ī final ha caigut normalment. [El mapa del cardenal Despuig (del 1784, gravat el 1785)] hi posa Binielegant, o sigui que encara [se] sentia pronunciar la a- de Beni al-Laganti. No deu ser casual que a uns tres quilòmetres de Binilegant [—en realitat, gairebé cinc—] hi hagi el gros redol anomenat Alacantí».[6]

Quant a la grafia, cal tenir en compte que Coromines, en altres obres, empra les formes Binilagant i Binialagant.

### Tesis mossarabistes (innovadores)
Binilagant també pot esser analitzat com un topònim mossàrab, en el sentit que li dona Álvaro Galmés de Fuentes: «tot topònim actual que, pel seu origen històric, pel fet de trobar-se consignat en el Llibre del Repartiment de Mallorca [—com és el cas de Binilagant (< Benilagan)—] o en altres documents molt antics, [i] per la seva especial estructura fonètica i morfològica, divergent de la del català imposat per la Reconquesta [i de la del mateix àrab], són presumiblement topònims anteriors a la invasió musulmana de les Illes i que pervisqueren, per tant, durant el període àrab […] de la seva història».
- Malgrat la tesi arabista reproduïda en el subapartat anterior, per a altres topònims començats en Bini- (com, per exemple, Biniarroi), Coromines i Mascaró afirmen que «en nombrosos casos hem constatat, ja que la -i final de Bini- és un afegit postís de l'àrab [o, per ventura, una errada de transcripció o d'interpretació de l'escrivà del Llibre del Repartiment, que ho hauria associat amb els topònims àrabs començats per Beni- (< IBN) i que signifiquen 'família o llinatge'], i que, [per contra], el mot primitiu és BINA [o BENA], descendent mossàrab [—romanç arabitzat—] de la paraula que ha donat el català penya, del llatí PINNA».

Ara bé, Bernat Mira Tormo, quan examina el topònim Benacantil, relaciona aquest BENA directament amb una arrel preromana, de tipus ibèric, també amb el significat de 'penya'; i Alacant, segons aquest autor, podria provenir de «ALA ('planura') + CAN ('pedra' o 'puig') + T ('alt')». Comptat i debatut, Binialagant significaria 'la penya de la planura del puig alt', en consonància amb la realitat geogràfica d'aquest paratge.
Contra aquesta hipòtesi, cal tenir en compte que ja Álvaro Galmés de Fuentes —sense descartar que, en alguns casos, el primer element (Bini-) de topònims d'aquesta mena pugui significar 'penya'— criticava la generalització abusiva d'aquesta identificació. A més, l'ètim ALA ('planura') hi és discutible, car les formes antigues corresponents al topònim Alacant no duien la A- inicial (que s'afegí després, en temps dels àrabs, mitjançant l'anteposició de l'article al-), sinó que començaven directament per L- (així, la forma indígena Lqnt o la romana Lucentum); i el mateix s'esdevé amb el segon component del topònim mallorquí Benilagan, grafia aquesta que, com veurem, és la més antiga que està documentada.

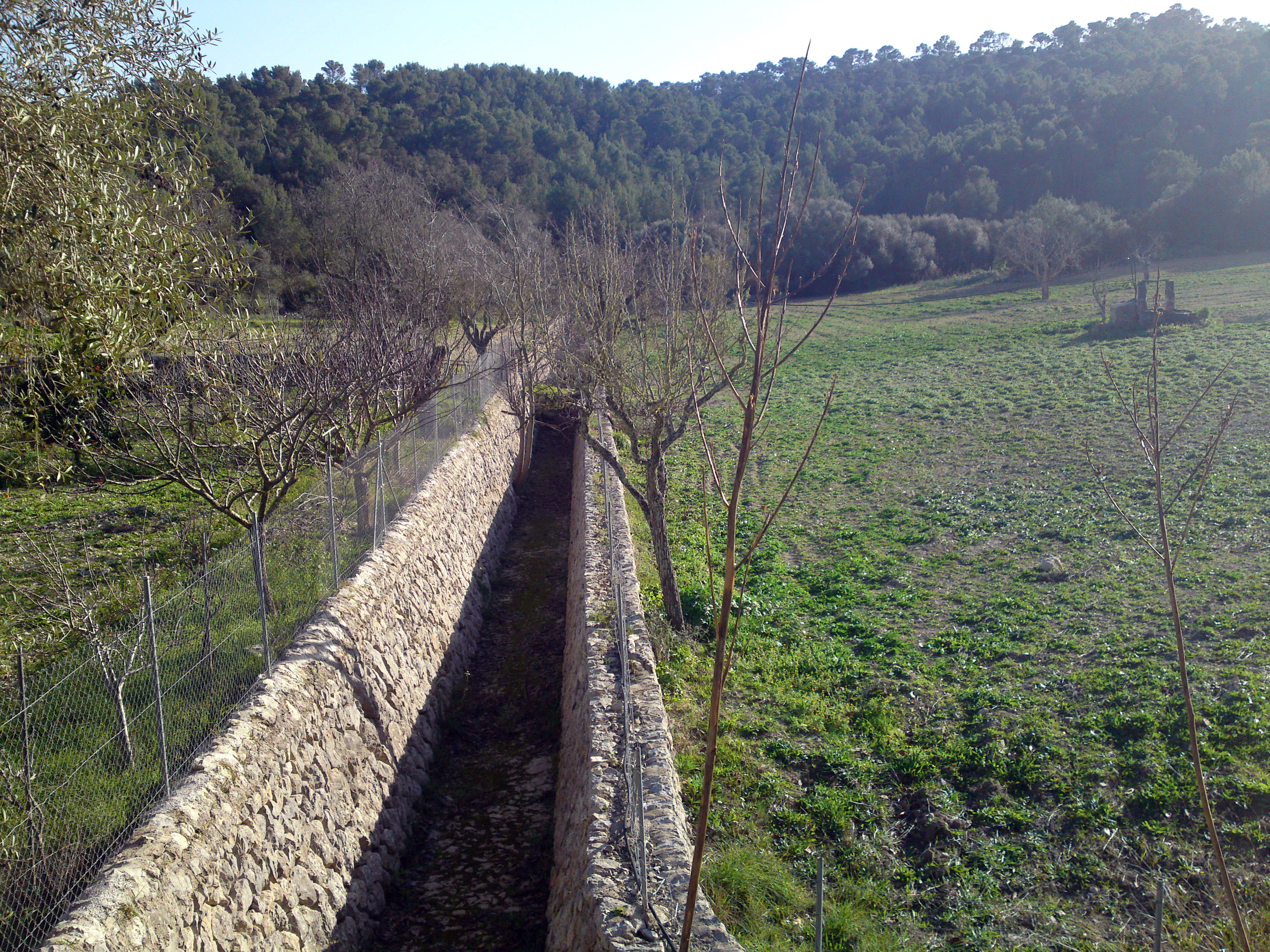
El començament de la síquia de n'Aleix, la tanca de la Sínia i, al fons, el puig de Binilagant Nou

- Segons l'investigador José Francisco Argente Sánchez, Binilagant seria un hidrònim d'origen preromà, indoeuropeu de tipus cèltic, lígur o il·liri, que voldria dir 'el torrent o font' (BAND > BANNA) 'de la llacuna gran' (LQNT: < LUC ~ LAC —'llacuna' o 'lloc on s'acumulen les aigües'— més el sufix augmentatiu -NT).[13] Segons aquest autor, aquesta gran llacuna d'aquells temps primerencs —amb una major pluviometria i encara sense obres hidràuliques— seria ni més ni manco que el mateix Llucmajor —topònim que provindria de *LUCANT, amb la terminació preromana -(A)NT llatinitzada o traduïda a la forma adjectival MAIOR, però sense descartar tampoc la possibilitat que aquest Maior sigui, en si mateix, preromà: < MAI ('enfangat') més el sufix -AR ~ -UR ('aquós').[14] Val a dir, però, que aquesta tesi no descansa sobre una base geogràfica, històrica o lingüística contrastada, ja que no hi ha constància enlloc d'aquestes hipotètiques llacunes i molt menys de la relació dels mots Lluc o Llucmajor amb el topònim Binilagant.

Certament, a Binilagant hi neix i transcorre la síquia de n'Aleix, corrent d'aigua (originat per la confluència de diversos albellons i rierols) que acaba convergint amb el de Binificat, vers Alacantí (hidrònim que també estaria relacionat amb Binilagant i Llucmajor), al sector de les piquetes del Pèlag i de les basses dels Horts, formant el torrent de Païssa o de Son Marrano, que després s'uneix amb el torrent d'Alfàbia i formen el torrent de Son Catlar.

## Història

### seglexiii
Al Llibre del Repartiment de Mallorca hi surt escrit Benilagan (foli 65v del còdex català), com una alqueria de l'antic districte musulmà de Montuïri (juz’ de Muntuy, que comprenia l'actual terme de Llucmajor), de 6 jovades d'extensió, d'entre aquelles que reberen la casa del Temple, Guillem de Montcada, Ramon Alemany i Guillem de Claramunt per als seus cavallers.

### Segle XIV
Si tenim en compte que Binilagant confronta, per migjorn, amb la finca de la Maimona, cal prendre en consideració una escriptura de l'any 1342, reportada per l'historiador Bartomeu Font Obrador en la seva Historia de Llucmajor. Segons aquest document, Jaume de Maimona i la seva esposa, Francina, van vendre la seva alqueria a Blanca Salelles, casada amb el noble Pagà (germà natural del rei Jaume III); aquesta finca limitava: «per una part, amb l'alqueria i rafal de Bernat Desmàs (segurament, Binificat i Míner, que eren propietat dels Desmàs des de la Conquesta, juntament amb el Pèlag, Alacantí i una part de Pèrola); per una altra, amb l'alqueria de la Bastida (del terme de Porreres); per una altra, amb l'alqueria d'Alcoraia (ja dins el terme de Montuïri); per una altra, amb l'alqueria de Pere Real de Montuïri, i, per una altra, amb l'alqueria de Guillem Cebrià». Així, un d'aquests dos darrers personatges degué esser propietari de Binilagant.
A favor de la titularitat de Pere Real trobam dos documents ressenyats per mossèn Antoni Gili, el contingut dels quals és el següent:
- Antoni Sabater, de la parròquia de Castellitx, l'abril de 1365 feu inventari de l'heretat de Rufassa, que afrontava: amb l'alqueria de Bartomeu Ferrer (possiblement, Pola), amb el rafal de Guillem Real, àlies Picornell (malnom que, com veurem tot seguit, es convertirà segurament en un cognom vinculat a Binilagant), amb l'alqueria de les Algorfes, amb el rafal de Guillem Rausell (difunt) i amb el rafal de Domingo Llull (segurament, Benicanella, que més tard donaria lloc a la Mata Vella i a Son Trobat de la Font).
- El 22 d'agost de 1388, Bartomeu Ferrer, com que no tenia béns mobles dels quals pogués pagar uns certs deutes, donà a subhastar i a vendre la seva alqueria de la parròquia de Castellitx (Pola), tinguda sota el directe domini i alou dels hereus de Domingo Llull, i que afrontava: amb la possessió dels hereus de Domingo Llull (possiblement, Benicanella), amb les possessions de Bernat Burguet (Albenya i Barcaix), de Gabriel i de Guillem Picornell (possiblement, Binilagant), i de Pere Sabater (Rufassa). Compraria Pola Miquel Arloví.

### Segle XV

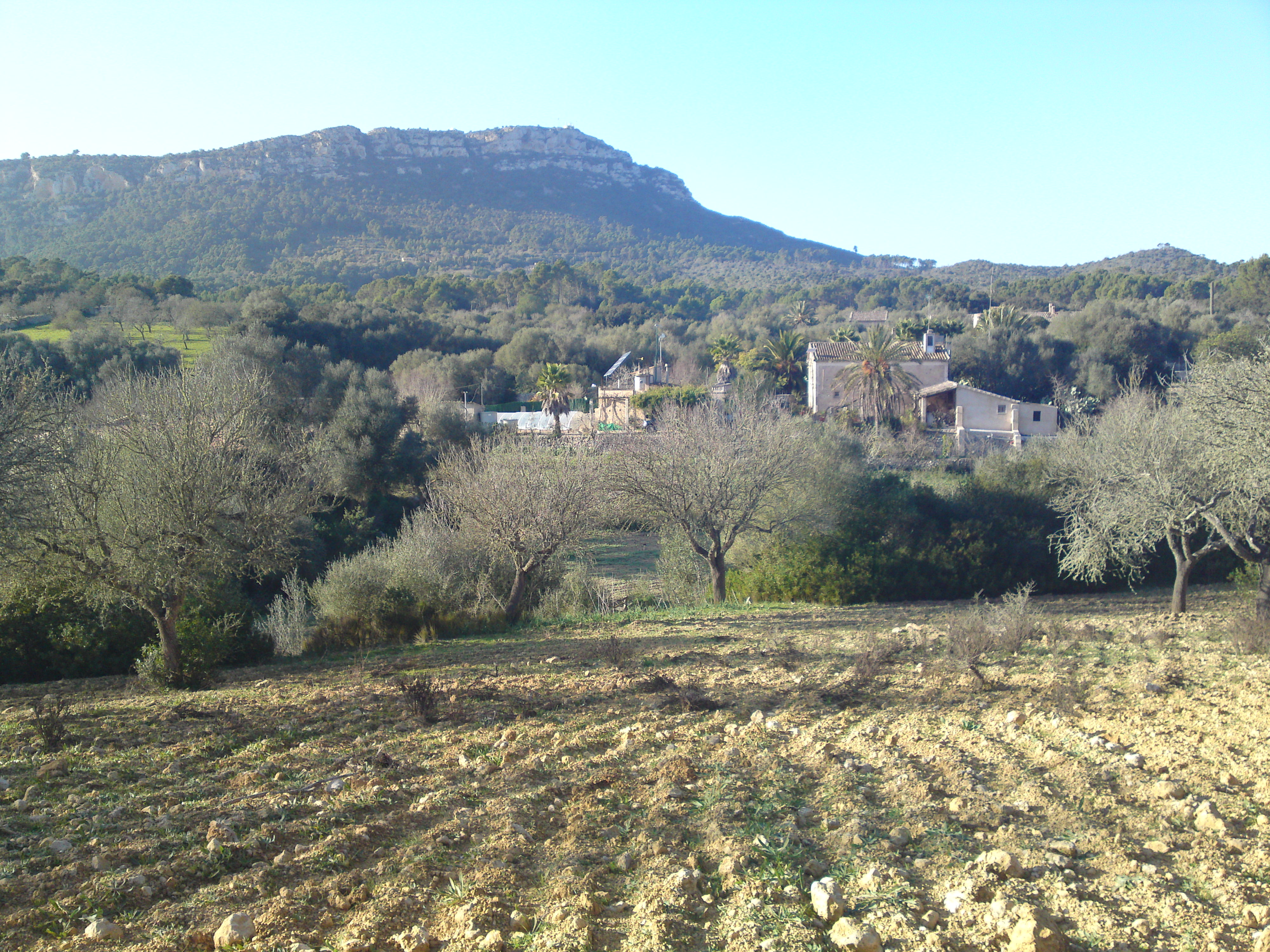
En primer pla, el turonet de Binilagant Nou; en segon pla, les cases de Binilagant Nou i, darrere aquestes, les cases de Binilagant Vell; i al fons (de dreta a esquerra), la penya Roja, el morro d'en Moll (penya-segat del puig de Cura) i, en petit, les cases de Son Guerau

Font Obrador desenvolupa també tot un capítol sobre la «Justificación documental de Randa, como la montaña de la ilustración divina de Ramon Llull», i reporta un protocol del notari Genís Mianes, de 22 de març de 1437, en què es parla de la venda d'unes quarterades de blat de l'alqueria de Barcaix, propietat del notari Jaume Rosselló i «situada a la parròquia de Llucmajor» (sic); i s'especifica que aquesta finca confrontava: «amb pobladors del puig de Randa, amb l'alqueria del venerable Rafel de Caulelles (Albenya), amb l'alqueria que fou del ja difunt Ramon Llull (possiblement, Pola), i amb les possessions d'en Picornell i d'altres». Doncs bé, la possessió d'en Picornell, segons B. Font, era Binilagant: pertanyia a Guillem Picornell i, d'acord amb un instrument anterior, de 1420 (de partió d'una finca entre Pere Montblanc i el seu fill, Llorenç), confrontava amb la Falconera (actual Gràcia o l'Aresta), de la família Tomàs, situada envers «Berquax».
Gràcies a un document de protocol de 1443, sabem que Guillem Picornell i la seva esposa establiren a Gabriel Salvà la seva alqueria (situada a Llucmajor), més una sort de terra contigua (situada a Algaida). Els límits de l'alqueria eren: una possessió de Jaume Tomàs (segurament, la Falconera), l'alqueria de la Maimona (de Joan Desmàs i Joan Sureda), l'alqueria d'Alcoraia (ja dins el terme de Montuïri), una sort de terra d'Algaida (possiblement, l'actual Son Lleó), l'alqueria de Pola (de Miquel Guerau) i l'alqueria de Barcaix (del notari Jaume Rosselló). D'aquests límits es desprèn que Binilagant comprenia, en aquells primers temps, un redol de terra força extens, inclòs l'actual Son Bonaventura i, fins i tot, Son Lleó.
El mateix historiador també esmenta que, segons un instrument procedent de les Capbrevacions, el 1463, Gabriel Salvà i la seva muller, Andreva, el seu fill, Pere Salvà, i la seva dona, Caterina, establiren a Jaume Tomàs la seva alqueria de Binilagant, que limitava amb la possessió de Gabriel Tomàs (segurament, la Falconera), l'alqueria de la Maimona (de Joan Desmàs i Joan Sureda), l'alqueria d'Alcoraia, l'alqueria de Pola (de Miquel Guerau) i l'alqueria de Barcaix (que aleshores ja pertanyia a Rafel de Caulelles, almanco des de 1460). L'establiment censal s'assenyalà en 15 quarterades de blat, i 10 quarterades i 3 barcelles de xeixa.
Amb tot, segons un document del protocol notarial de Miquel Mataró (1462-1464), l'alqueria de Binilagant, de Gabriel Salvà (veí d'Artà), fou venuda per 40 lliures a Jaume Tomàs (fill de Jaume, difunt), Joaneta (la seva esposa), Bartomeu Ponç (ferrer), Joan Salvà (fill de Joan, difunt), Miquel Tomàs (fuster) i Bernat Sanoguera.

### Segle XVI
El 1520, Binilagant pertanyia a Llorenç Tomàs, i, el 1532, a Miquel Tomàs (que l'any 1524 era batle).
El 1545 (o abans), Binilagant ja havia passat a mans de la família Sureda Sanglada. Miquel Sureda (donzell) en segregà i vené una porció considerable a Gabriel Ponç, àlies Farratge —de llavors ençà, hom coneixeria aquesta nova finca com a Son Ponç Farratge o, senzillament, com a Son Ponç; els confrontants eren: la possessió de Perot Sanglada Sureda (Bunificat), Binilagant de Miquel Sureda Sanglada, l'Aresta de Mateu de Tagamanent Safortesa i la finca de Gabriel Montserrat (Son Montserrat).
El 1553, Miquel Sureda llogà Binilagant per nou anys a Miquel Puigcerver i al seu fill, Jaume de Randa, compresos: 9 bous (estimats en 40 lliures), 8 quarterades de blat i 5 de civada; s'esmentava expressament «el camp del Prat»; i pagarien: durant els primers quatre anys, 30 quarterades mitgeres (ço és, 15 de forment i 15 de xeixa), i, els cinc anys restants, 40 quarterades mitgeres cascun any.
D'acord amb els Estims de 1578, la possessió de Binilagant (recollida sota la forma Biniallegant) era propietat de Pere Sureda Sanglada i estava valorada en 1500 lliures.

### Seglexvii
En aquest segle, Binilagant també fou objecte de parcel·lacions importants. Per disposició testamentària de 13 de juliol de 1632, atorgada davant el notari Gaspar Mulet, Bernadí Sureda Sanglada passaria la seva finca al seu fill Miquel, amb usdefruit per a la seva vídua, Elisabet; i foren aquests els qui parcel·laren i veneren Binilagant a diferents establidors:
- A Macià Clar, qui, el 1647, establí 40 quarterades (podria tractar-se dels actuals Binilagant Vell i Binilagant Nou). El Cadastre de 1685 recull la «possessió de Binilegant» com a pertanyent a Joan Salvà i valorada en 600 lliures.
- A Miquel Trobat, àlies Llobet o Pascol, «del lloc de Son Monget del lloc de Binilagant», que adquirí un conjunt de 60 quarterades, confrontants amb el camí de Montuïri i amb terres de Pere Gener de Randa (Son Gener), així com amb Barcaix, Pola (de Joan Vallespir i Joan Cirerols), Son Sastre, la Maimona i terres de Ponç Carbonell. Podria tractar-se de l'actual Son Bonaventura, si bé aleshores se la coneixia com a Son Monget o Son Pascol. En el Cadastre de 1685, hi figuren dues finques relacionades: una, valorada en 240 lliures, pertanyia a Miquel Trobat; l'altra, valorada en 1200 lliures, pertanyia a Pere Trobat.
- Al porrerenc Ponç Carbonell (fill d'en Ponç). Aquest, en morir, deixà a la seva tercera esposa, Margarida Nicolau, el dret de collir les figues de tres figueres roges —devers el canyar de la Viuda Feliu— i les magranes de quatre magraners (dos agres, un dols i un altre agredols), i les figues de dues altres figueres (una martinenca i una blanca) de prop de la síquia de dit rafal; també esmentava parres, tres nespleres, tres «maçaneres» i dues pruneres; ço és, arbres fruiters que ja aleshores eren característics d'aquell paisatge ombrívol.

El 1637, Margarida Verd, vídua de Bernat Carbonell (fill d'en Ponç), ordenava inventari d'aquesta finca, que confrontava: «d'una part, amb la possessió dita Barcaix; d'altra part, amb la possessió dels hereus de l'honorable Damià Guerau i part amb la possessió de Binialegant de l'honorable Macià Clar; d'altra part, amb l'establiment per q.º [quitació?] deixat a Ponç Carbonell, mon fill (per ventura, el Bosquet de Can Cifre, que es reintegraria així dins Son Verd); i d'altra part, amb la possessió de Miquel Trobat (tal vegada, Son Bonaventura)». L'inventari acabava amb «trenta cases d'abelles», motiu pel qual aquest Ponç Carbonell Verd era conegut amb el malnom De la Mel.
Aquest darrer personatge fou qui donà nom a la finca, coneguda com a Son Ponç Verd o, simplement, com a Son Verd.
En el Cadastre de 1685, aquesta finca estava valorada en 240 lliures.
- A Pere Gener de Randa, l'actual Son Gener. Segons el Cadastre de 1685, pertanyia a Joan Gener i estava valorada en 240 lliures.
- A Damià Cerdà (àlies Carabassot), la finca del qual es coneixeria com a Son Cerdà (o, fins i tot, com a Son Carabassot). El seu fill, Guillem, disposà el 1673 la divisió del seu rafal entre els seus fills Damià i Pere: Damià tindria les cases, amb tota la terra, garriga i vinyeta fins a arribar allà on es faria una partió del sementer que va de la Mola a Binilagant, inclosa la terra de darrere les cases; Pere tindria la restant terra i figueres, i el dret d'empriu i passatge per terres del seu germà, per a anar a la vila de Llucmajor, a la ciutat o a qualsevol altra part. Amb tot, el Cadastre de 1685 ja només documenta un Son Cerdà, propietat de Pere Cerdà i valorat en 300 lliures.
- A Gabriel Guerau, 76 quarterades (Son Guerau de Binilagant —valorada, l'any 1685, en 540 lliures— i la Caeta [< la Caseta] de Son Guerau —valorada en 640 lliures), devora la propietat d'Antoni Batle (la Font d'en Batle).
- A Ponç Carbonell Verd (fill d'en Bernat), 12 quarterades (el 1647). Segons el Cadastre de 1685, aquesta finca estava valorada en 300 lliures i pertanyia a Pere Ponç Carbonell; d'aquest antropònim en sorgí el topònim de Son Pere Ponç. Aquesta possessió es troba entre la Font d'en Batle i Son Ponç Farratge, i avui també comprèn Son Panerer. Sobre el portal principal de les cases hi ha la inscripció 1606 (i en un costat de la façana, una altra que diu 1812).
- Miquel Vidal de la Costa també va rebre un trosset de terra, entre Na Mussola (o la Mussola; establit de l'Aresta) i la Font d'en Batle. Hom coneix aquesta finca com a Son Vidal de la Costa. En el Cadastre de 1685, estava valorada en 200 lliures.

### Seglexviii
En el Cadastre de 1702, consta que Binilagant ja pertanyia a Antoni Guerau (del qual descendeixen els actuals propietaris de Binilagant Vell) i estava valorada en 1400 lliures.

## Curiositats
- Vers l'any 1746, sabem —pels llibres de registre de l'època examinats pel Dr. Font Obrador— que els senyals distintius del bestiar de la finca de Binilagant consistien, per exemple, en «un moltó negre amb ferradura a les costelles dretes i osca darrere l'orella esquerra».
- Josep de Togores i Sanglada, comte d'Aiamans, parla de Binilagant en aquesta poesia:[17]

| « | —Com vas de verema per Binielegant?, jo·t pendria most i tot es prensat. —Sa prensa d'auzina, comprada d'antany, té falsa una espiga a su-ran des banch; i al punt que·y volguéram esportins armar, cruixint sas redortas, s'espiga es vinclà. Jo no us puch servir de such, majoral, perqu·en pris ni sens, no n'han fet enguany. | » |